# Niki Dantine
Niki Dantine (* 13. Dezember 1933 in New York als Nicola Schenck; auch als Nicola Michaels bekannt) ist eine US-amerikanische Schauspielerin der 1950er Jahre und von 1975 bis einschließlich 1985.

## Leben
Dantine wurde am 13. Dezember 1933 als Tochter von Nicholas Schenck (1881–1969) und Pansy Schenck (1898–1987) geboren. Ihr Onkel war Joseph Schenck (1878–1961). Ein weiterer Onkel von ihr war der Filmregisseur Fred M. Wilcox (1907–1964), die Schauspielerin Ruth Selwyn (1905–1954) war ihre Tante. Der Filmproduzent Nicholas Nayfack (1909–1958) war ihr älterer Cousin.
In erster Ehe war sie vom 2. Januar 1958 bis 1971 war sie mit dem US-amerikanischen Schauspieler Helmut Dantine verheiratet. Die beiden hatten drei gemeinsame Kinder. Vom 7. November 1984 bis zu dessen Tod am 26. Oktober 1987 war sie mit dem US-amerikanischen Star-Anwalt Gregson Edward Bautzer verheiratet. In dritter Ehe war sie mit Darrell Kuelpman verheiratet, der am 22. September 2007 starb. Er war Direktor des Evergreen Aviation Museum in McMinnville.

## Karriere
Ihr Filmschauspieldebüt gab Dantine unter dem Namen Nicola Michaels in Die Macht und ihr Preis in der größeren Rolle der Joan Salt. Es folgten 1957 Episodenrollen in den Fernsehserien Wenn man Millionär wär und Schlitz Playhouse of Stars. Außerdem war sie im Film Die große Schuld in einer kleineren Rolle zu sehen. 1958 hatte sie eine größere Rolle als Janet im Film Der Windhund von Venedig inne. 1975 wirkte sie in der Fernsehserie Westwind mit und erhielt 1977 eine Rolle im Fernsehfilm A Circle of Children. 1982 war sie im Film Mädchen hinter Gittern in der Rolle der Margo Diamond zu sehen. Im Folgejahr stellte sie in zwei Episoden der Miniserie Princess Daisy die Rolle der Topsy Short dar. Zuletzt war sie 1985 in dem Kriminalfilm Malibu-Express in der größeren Rolle der Lady Lillian Chamberlain in einer Filmproduktion zu sehen.

## Filmografie (Auswahl)
- 1956: Die Macht und ihr Preis (The Power and the Prize)
- 1957: Wenn man Millionär wär (The Millionaire, Fernsehserie, Episode 3x33)
- 1957: Schlitz Playhouse of Stars (Fernsehserie, Episode 6x36)
- 1957: Die große Schuld (Man on Fire)
- 1958: Der Windhund von Venedig (Venezia, la luna e tu)
- 1975: Westwind (Fernsehserie)
- 1977: A Circle of Children (Fernsehfilm)
- 1982: Mädchen hinter Gittern (The Concrete Jungle)
- 1983: Princess Daisy (Miniserie, 2 Episoden)
- 1985: Malibu-Express (Malibu Express)